# حادثة أوتسو

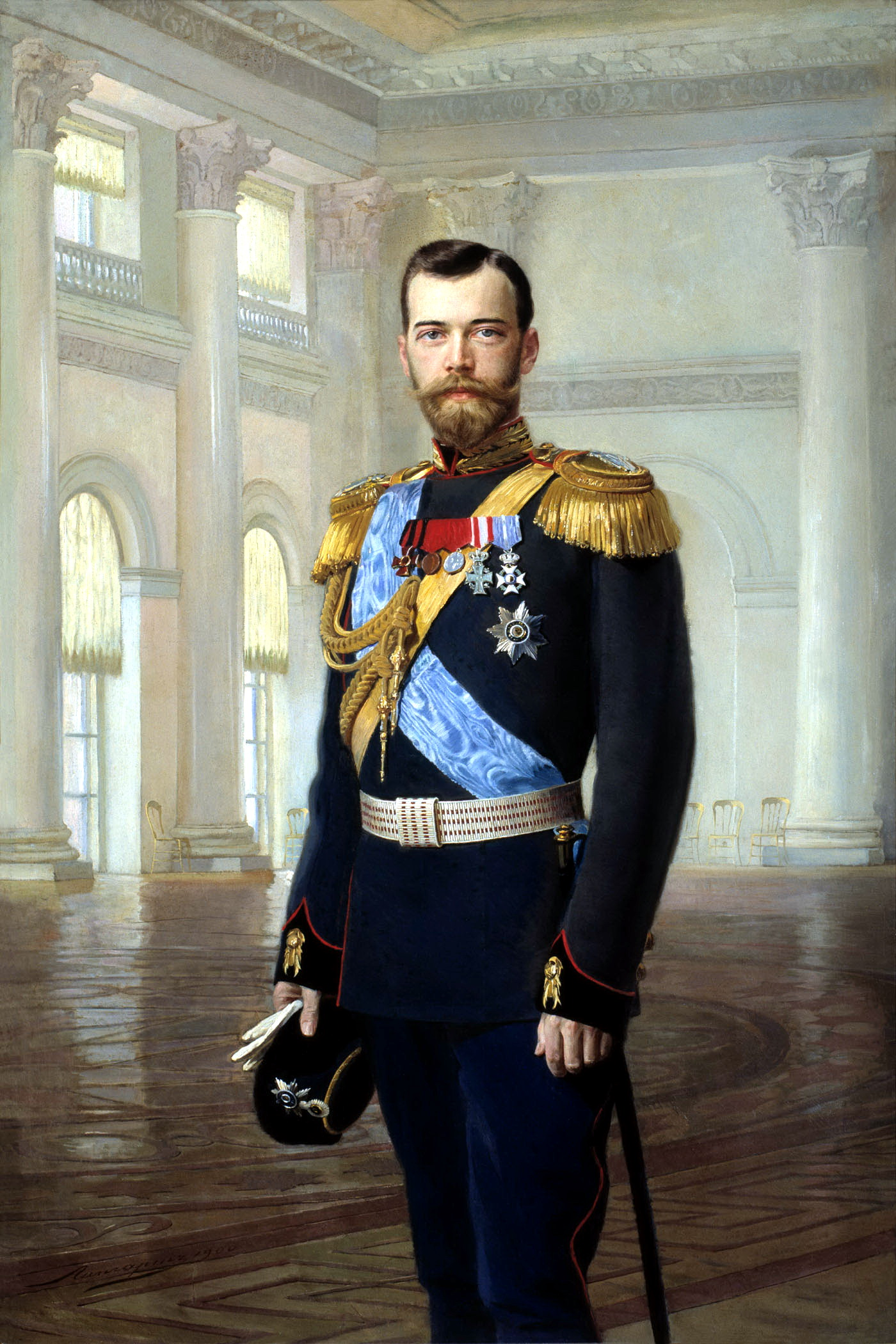
نيقولا الثاني

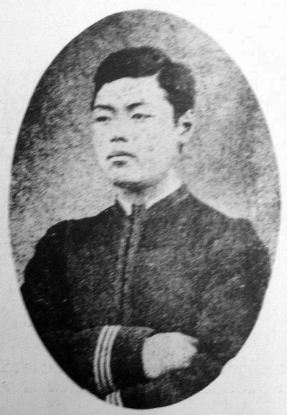
تسودا سانزو

حادثة أوتسو (باليابانية: 大津事件 أوتسو جيكين) كانت محاولة فاشلة لاغتيال ولي العهد الروسي نيقولا أليكسندروفيتش (لاحقاً القيصر نيقولا الثاني) في 11 مايو 1891 بينما كان في زيارة لمدينة أوتسو في اليابان.
حدثت محاولة الاغتيال عندما كان نيقولا عائدا من كيوتو بعد يوم من رحلة إلى بحيرة بيوا في أوتسو بمحافظة شيغا على يد تسودا سانزو  أحد حراس موكبه الذي ضرب بسكين وجه نيقولا. إلا أن رد فعل ابن عم نيقولا الأمير جورج أمير اليونان والدنمارك الذي حمى نيقولا من ضربة أخرى بالسكين أنقذ حياته. فر تسودا إلا أن سائقا عربة الريكشا لحقا به وأمسكاه.
تسببت الحادثة بجرح طوله حوالي 9 سم على جبين نيقولا إلا أنه لم يود بحياته. توجه نيقولا عائدا إلى كيوتو حيث أمر الأمير كيتاشيراكاوا يوشيهيسا بنقله إلى قصر كيوتو الإمبراطوري للراحة وأعلم الإمبراطور ميجي بالأمر في طوكيو. توجه الإمبراطور ميجي على الفور على متن قطار من محطة شينباشي ووصل إلى كيوتو في صباح اليوم التالي للاطمئنان على صحة الأمير نيقولا.
ضغطت حكومة ميجي على المحكمة لإنزال عقوبة الإعدام بحق الفاعل تسودا، إلا أن القاضي لم يخضع للضغوط وحكم على تسودا بالسجن مدى الحياة في هوكايدو حيث مات بالمرض في شهر سبتمبر من ذات العام.